# Surengede (Kejajar)
Surengede is een bestuurslaag in het regentschap Wonosobo van de provincie Midden-Java, Indonesië. Surengede telt 3402 inwoners (volkstelling 2010).